# Miasta Barbadosu
Według danych oficjalnych pochodzących z 2005 roku Barbados posiadał ponad 10 miast o ludności przekraczającej 500 mieszkańców. Stolica kraju Bridgetown jako jedyne miasto liczyło ponad 50 tys. mieszkańców; 5 miast z ludnością 1÷5 tys. oraz reszta miast poniżej 1 tys. mieszkańców.

## Największe miasta na Barbadosie
Największe miasta na Barbadosie według liczebności mieszkańców (stan na 01.05.2012):
| L.p. | Miasto       | Dystrykt      | Liczba ludności |
| ---- | ------------ | ------------- | --------------- |
| 1.   | Bridgetown   | Saint Michael | 92 328          |
| 2.   | Speightstown | Saint Peter   | 2 192           |
| 3.   | Holetown     | Saint James   | 1 595           |
| 4.   | Bathsheba    | Saint Joseph  | 1 521           |
| 5.   | Oistins      | Christ Church | 1 471           |

## Alfabetyczna lista miast na Barbadosie
Spis miast Barbadosu według danych szacunkowych z 2005 roku:
- Bathsheba
- Blackman's
- Bridgetown
- Bulkeley
- Crab Hill
- Greenland
- Hillaby
- Holetown
- Oistins
- Speightstown
- The Crane